# 愛哭
《愛哭》，日本女性創作歌手aiko的第2張單曲。1999年3月3日發行。

## 簡介
前作《明天》約七個半月之後發行。
主流出道後aiko首次自己作曲填詞的單曲主打曲，也從此奠定了aiko包攬作曲填詞的創作模式。
2000年12月15日發行再售盤，採用初回盤的樣式。

## 收錄曲目
1. 愛哭
LOTTE「肉桂口香糖」2000年電視廣告歌曲
MBS-TV《OKAERI WIDE》的結束歌曲
YAB-TV《Let's Go Wild》的結束歌曲
2. 紅鞋子（赤い靴）
ANB《速報！SPORTS CUBE》2000年主題曲
3. 二點左右（二時頃）
收錄於2011年發售的精選輯《愛選輯I》，是首次收錄入專輯
4. 愛哭（insturumental version）

全 作詞、作曲：AIKO；編曲：島田昌典

## 外部連結
- 唱片介紹